# Baggemolen
De Baggemolen is een voormalige watermolen in de tot de Vlaams-Brabantse gemeente Meise behorende plaats Wolvertem, gelegen aan de Heidestraat 6.
Deze watermolen op de Kleine Molenbeek van het type bovenslagmolen fungeerde als korenmolen.

## Geschiedenis
Al in 1403 werd melding gemaakt van een watermolen op deze plaats. De naam baggemolen is afgeleid van Bachmolen (beekmolen) en werd voor het eerst in 1627 zo genoemd. In 1748 werd het huidige gebouw opgericht. Het behoorde toen aan de familie Thurn und Taxis en bleef dat tot 1834.
In 1944 was er een ruwoliemotor aanwezig maar er werd ook nog met waterkracht gemalen. In 1951 werd het molenhuis omgebouwd tot wasserij en later werd het ingericht als woonhuis.
Het bovenslagrad en de maalinrichting zijn verwijderd. Het sluiswerk is in verval.
- Inventaris van het Bouwkundig Erfgoed (Vlaanderen): 305459